# 拉蒂纳区
拉蒂纳（西班牙語：Latina) 即“拉丁区”，它是西班牙首都馬德里的21個區之一，得名于拉丁人医院（Hospital de la Latina），下轄有7個分区。拉蒂纳區位於馬德里的西南郊，和馬德里中央区的地区拉丁區（barrio de La Latina）並不是同一地區。
 维基共享资源上的相關多媒體資源：拉蒂纳区40°24′41″N 3°42′30″W / 40.411360°N 3.708417°W